# Tocaia no Asfalto
Tocaia no Asfalto é um filme brasileiro de drama de 1962, dirigido por Roberto Pires. Exemplar do cinema novo, faz parte do histórico ciclo baiano de cinema (1959-1962). Com locações na Bahia: Farol de Itapuã, Igreja de Santa Luzia, e em cenas importantes a Igreja de São Francisco e o Cemitério Campo Santo, em Salvador. Glauber Rocha foi creditado como coordenador de produção.Música de Remo Usai.

## Elenco
- Agildo Ribeiro...Rufino
- Araçary de Oliveira...Ana Paula
- Geraldo Del Rey...Deputado Ciro
- Adriano Lisboa...Luciano
- Ângela Bonatti...Lucy
- Antônio Pitanga...matador de Caxias (creditado como Antonio Luiz Sampaio, participação especial)
- David Singer (também produtor)
- Jurema Pena...Dona Filó (participação especial)
- Roberto Ferreira...policial do caminhão (participação especial)
- Milton Gaucho...Coronel Pinto Borges
- Maria Anita
- Silvio Lamenha...ele mesmo (colunista social)

## Prêmios
- Festival de Cinema da Bahia (1962) - categorias: Melhor Diretor, Ator Secundário (Milton Gaúcho) e Fotografia (Hélio Silva);
- Prêmio Saci (1963) - categoria: Melhor Argumento (Rex Schlinder).